# Nicolai Pfeffer

Nicolai Pfeffer

Nicolai Pfeffer (* 20. September 1985 in Fulda) ist ein deutscher Klarinettist, Arrangeur und Hochschuldozent.

## Ausbildung als Klarinettist
Pfeffer begann das Klarinettenspiel mit 12 Jahren. 2004 nahm er das Klarinettenstudium an der Hochschule für Musik und Tanz Köln in der Klasse von Ralph Manno auf. 2009 legte  er dort die künstlerischen Reifeprüfung (Diplom) ab, gefolgt zwei Jahre später vom Master of Music solo and Chamber Music, den er mit Auszeichnung bestand. Ergänzend absolvierte er ein Gaststudium an der Indiana University Bloomington (USA) bei Howard Klug. Prägend für seine Ausbildung waren zudem internationale Meister- und Kammermusikkurse, u. a. bei Sabine Meyer, Sharon Kam, Anthony Spiri, Karl Leister, Alfred Prinz, Sir Alan Hacker und Charles Neidich.

## Tätigkeit als Solist und Kammermusiker
Nicolai Pfeffer konzertierte als Solist mit zahlreichen deutschen Orchestern, darunter die Deutsche Kammerphilharmonie Bremen, das Gürzenich-Orchester Köln, das Radio-Sinfonie-Orchester Frankfurt, die Bamberger Symphonikern, die Bad Reichenhaller Philharmoniker und das Philharmonische Orchester Greifswald. In Italien trat er mit Klangkörpern wie dem Orchestra dell’Accademia Teatro alla Scala, dem Orchestra della Toscana, der Camerata Strumentale di Prato und dem Orchestra Filarmonica di Benevento auf.
Im Sommer 2018 gab er sein Solodebüt mit dem Orchestra dell’Accademia Teatro alla Scala in Mailand unter der Leitung von Fabio Luisi mit Rossinis Klarinettenkonzert in einer von ihm erarbeiteten Urtextfassung. Besonders hervorzuheben ist die Zusammenarbeit mit dem Orchestra della Toscana und Markus Stenz, aus der zwei CD-Produktionen mit Werken von W. A. Mozart, Carl Maria von Weber und Giuseppe Verdi / Luigi Bassi hervorgingen.
Als Kammermusiker tritt Pfeffer regelmäßig mit namhaften Kolleginnen und Kollegen auf und bestreitet zahlreiche internationale Konzertreihen, unter anderem bei der Accademia Filarmonica Romana. Seine Rundfunk- und Fernsehaufnahmen führten ihn zudem zu Kooperationen mit Sky Classica, Radio Rete Toscana Classica, der SRF in der Schweiz sowie allen Rundfunkanstalten der ARD und weiteren Medienpartnern.

## Repertoire
Nicolai Pfeffer widmet sich einem breiten Repertoire vornehmlich aus den Bereichen Klassik und Romantik, wo möglich an historischer Aufführungspraxis unter Einsatz historischer Instrumente oder Nachbauten orientiert.

## Lehrtätigkeit
2018–2020 war Pfeffer Fachberater für Klarinette beim Verband bayerischer Sing- und Musikschulen (VBSM). Er war oder ist Dozent für das Fach Klarinette, teils auch für Fachdidaktik und -Methodik, u. a. an der Hochschule für Musik und Tanz Köln, der Hochschule für Musik, Theater und Medien Hannover, der Hochschule für Künste Bremen und der Hochschule für Musik Franz Liszt in Weimar. Von Oktober 2022 bis 2024 bekleidete er an der Talent Music Master Courses University of Music in Brescia eine Klarinetten-Professur, vornehmlich für die Programme "Artist Diplomas and University Degrees". 2023–2024 hatte er eine Vertretungsprofessur für Klarinette an der Zürcher Hochschule der Künste inne. Pfeffer gibt nationale und internationale Meisterkurse und hält musikwissenschaftliche Vorträge. Er ist auch als Juror internationaler Klarinettenwettbewerbe gefragt. In internationalen Fachzeitschriften, wie "The Clarinet" und "Rohrblatt" finden sich Publikationen von Pfeffer. Er ist Präsident der European Clarinet Association.

## Editier- und Bearbeitungstätigkeit
Ein weiteres Tätigkeitsfeld von Pfeffer ist die editorische Arbeit an kammermusikalischen und konzertanten Werken für Klarinette. Seine Ausgaben und Bearbeitungen gelten international als Referenz und sind bei Verlagen wie G. Henle, Breitkopf & Härtel und Edition Peters erschienen. Sie werden von ihm selbst sowie von zahlreichen namhaften Kolleginnen und Kollegen in CD- und Rundfunkproduktionen verwendet. Zudem erstellt Pfeffer spezielle Bearbeitungen für führende Klarinettistinnen und Klarinettisten wie Ralph Manno, Jonathan Cohler, Andrew Marriner, Gabor Varga, Pavel Vinnitsky, Sérgio Fernandes Pires, Anette Maiburg, Sebastian Manz, Guido Schiefen, Sabine Meyer, Andreas Ottensamer sowie für Ensembles wie das Signum Saxophone Quartet.
Innerhalb der Trio Musik Edition betreut Pfeffer inhaltlich, künstlerisch und editorisch die Edition Clarinova, eine Publikationsreihe, die sich auf Werke für die Klarinettenfamilie konzentriert. Sie umfasst Erstausgaben bislang unveröffentlichter Kompositionen, Sololiteratur, Konzert- und Kammermusik sowie Bearbeitungen, denen der gleiche Stellenwert wie Originalwerken eingeräumt wird. Auch Unterrichtsliteratur wird berücksichtigt. Ziel dieser Reihe ist es, hochwertige Musik in sorgfältig erarbeiteten Ausgaben bereitzustellen und ihren praktischen Einsatz zu fördern.
Darüber hinaus berät Pfeffer den Henle-Verlag bei der Herausgabe des Klarinettenrepertoires und die Firma F. Arthur Uebel GmbH bei der Entwicklung und Optimierung von Klarinetten deutscher Bauart.

## Veröffentlichungen

### Musikeditionen (Auswahl)
Quelle:
- Doppelkonzert e-Moll für Klarinette (oder Violine), Viola und Orchester. opus 88 von Max Bruch. Frankfurt am Main: C.F. Peters 2010.
- Acht Stücke op. 83 von Max Bruch, Edition Diewa 2011
- Trio d-Moll für Klarinette (oder Violine), Violoncello und Klavier op. 3 [Musikdruck] = Trio in D minor for clarinet, (or violin), violoncello and piano op. 3 von Alexander Zemlinsky. München:        Edition Diewa 2012.
- Klarinettenkonzert f-moll op. 5 von Bernhard Henrik Crusell. G. Henle Verlag 2014.
- Introduzione e Tema con Variazioni B-dur von Gioachino Rossini. Breitkopf & Härtel 2015
- Klarinettenkonzert B-dur op. 11 von Bernhard Henrik Crusell. G. Henle Verlag 2015.
- Klarinettenkonzert Es-dur op. 1 von Bernhard Henrik Crusell. G. Henle Verlag 2016.
- Fantasiestücke von  Niels Wilhelm Gade, G. Henle Verlag 2017
- Rigoletto-Fantasie für Klarinette, Klavier, Klarinette und Orchester von Luigi Bassi, Breitkopf & Härtel 2021 (vormals bei Pfefferkorn-Musikverlag)
- Rigoletto-Fantasie für Klarinette und Streichorchester von Luigi Bassi, TRIO Musik Edition Nowotny & Lamprecht OHG 2021
- Duo h-moll von Johannes Brahms, TRIO Musik Edition 2022
- Klarinettenkonzert B-Dur von Johann Stamitz, Klavierauszug, G. Henle Verlag 2022

- Debussy / Pfeffer: Première Rhapsodie bearbeitet für Klarinette, Flöte, Harfe und Streichquartett. Trio Musik, München 2023

- Mozart / Pfeffer: Rondo KV 373 bearbeitet für Klarinette und Klavier und Klarinette und Orchester. Trio Musik, München, 2023

- Orchesterstudien für Klarinette mit Klavierauszügen. Erweiterte Neuausgabe. Trio Musik, München, 2025

- Gabriel Pierné: Canzonetta op. 19, Urtextausgabe und eigene Orchestrierung. Trio Musik, München 2025

- Henri Rabaud: Solo de concours op. 10, Urtextausgabe und eigene Orchestrierung. Trio Musik, München 2025

- André Messager: Solo de concours, Urtextausgabe und eigene Orchestrierung. Trio Musik, München 2025

- Brahms / Pfeffer: Sonate op. 120/2, eigene Orchestrierung. Trio Musik, München 2025

### Diskografie
- Werke für Klarinette und Klavier von Robert Schumann, Max Reger und Alban Berg (mit Beatrix Klein, Whiterock Records/Pool Music + Media Service)
- Johannes Brahms, Sonaten op. 120 · Klavierstücke op. 119 mit Felix Wahl, Klavier, CAvI Music 2018, übernommen von Deutsche Grammophon Gesellschaft.[10]
- Affinità elettive // Wahlverwandtschaften Wolfgang Amadeus Mozart Klarinettenkonzert A-dur, KV 622, Rondo KV 373 (arr. Nicolai Pfeffer), Sperai vicino il lido KV 368 (arr. Andreas Tarkmann), Symphonie Nr. 29 A-dur KV 201; Nicolai Pfeffer, Klarinette; Orchestra della Toscana; Dirigent Markus Stenz, NovAntiqua Records NA55 2021.
- Echi d'Opera, Nicolai Pfeffer (Klarinette), Orchestra della Toscana (Orchester) und Markus Stenz (Dirigent), NovAntiqua NA66, 2021